# Sospensione del rapporto di lavoro
Durante un rapporto di lavoro è possibile che l'obbligazione oggetto del contratto divenga impossibile a causa del lavoratore o del datore: si ha in tal caso sospensione del rapporto di lavoro.
A differenza di quanto accade solitamente nel diritto privato, se l'impossibilità di lavorare è temporanea, non c'è risoluzione del contratto e inadempimento ma, entro certi limiti, il lavoratore mantiene il posto di lavoro. La legge e i contratti collettivi regolano le situazioni in cui questa tutela ha luogo.
Il lavoratore ha diritto al mantenimento del posto di lavoro e di tutela economica in caso di infortunio, malattia, gravidanza e puerperio, per un periodo totale detto di comporto.
Superato tale periodo il datore di lavoro può licenziare il lavoratore anche senza giusta causa.
La durata massima del periodo di comporto è determinata dalla contrattazione collettiva. Il comporto è "secco" quando riguarda un periodo omogeneo da non superare, e "per sommatoria" quando riguarda una pluralità di periodi.